# Felix Brunner
Sir Felix John Morgan Brunner, 3e baronnet (13 octobre 1897 - 2 novembre 1982) est un homme politique et propriétaire d'entreprise du Parti libéral britannique. 

## Biographie
Fils de John Brunner (2e baronnet), il étudie au Cheltenham College et au Trinity College d'Oxford. Pendant la Première Guerre mondiale, il sert comme lieutenant dans la Royal Field Artillery.
En 1926, Brunner épouse Elizabeth Irving, une actrice, petite-fille de Henry Irving. En 1937, ils achètent Greys Court dans l'Oxfordshire et font don de la maison au National Trust en 1969, mais continuent à y vivre .
Brunner suit une tradition familiale en se présentant aux élections du Parti libéral : à Hulme en 1924, à Chippenham en 1929 et à Northwich en 1945, mais n'est jamais élu au Parlement. Il est élu au conseil du Henley Rural District et en est le président de 1954 à 1957. Il est également président du Parti libéral en 1962/3 .
Brunner est également un militant de l'Open Spaces Society, la présidant de 1958 à 1970.
Il est le père de John Henry Kilian, maintenant le quatrième baronnet, et Hugo, un ancien Lord-lieutenant de l'Oxfordshire, et l'oncle maternel de Katharine, duchesse de Kent.